# Carthage (Illinois)
Pour les articles homonymes, voir Carthage (homonymie).
La ville de Carthage est le siège du comté de Hancock, dans l’Illinois, aux États-Unis. Cette petite ville est principalement connue pour avoir été le lieu de l'assassinat de Joseph Smith, fondateur du mormonisme, le 27 juin 1844. Lors du recensement de 2000, elle comptait 2 725 habitants.